# Маямі Гіт
Мая́мі Гіт (англ. Miami Heat) — професійна баскетбольна команда, розташована в місті Маямі (штат Флорида, США). Команда входить до Південно-Східного дивізіону та Східної конференції Національної баскетбольної асоціації. Заснована у 1988 році, власником організації є Арісон Міккі з 1995 року. «Маямі Хіт» здобули три титули чемпіонів НБА в 2006, 2012 та 2013 роках, п'ять титулів чемпіонів конференції відповідно в 2006, 2012, 2013 та 2010, 2014. Станом на 2013 рік журнал «Forbes» оцінив організацію у 625 мільйонів доларів США, що на актуальний момент помістило організацію на шосте місце, серед найбагатіших франшиз НБА. Домашньою ареною «Гіт» є Американ-Ерлайнс-арена.
1995-2003: «Переслідування» чемпіонства
Після придбання франшизи у 1995 році, Арісон Міккі призначив головним менеджером та тренером команди Пета Райлі. Пет Райлі перебудував команду, зробивши з неї потенційного чемпіона. Долучивши до команди зірок Алонзо Моурнінга та Тіма Гардавея, команда демонструвала прекрасні результати, одним з яких був рекорд, а на даний момент другий по успішності результат команди в регулярному чемпіонаті: 61-21 у сезоні 1996/1997. Після цього регулярного сезону, Моурнінг і Гардавей заробили для організації прізвиська «Дорожні Воїни», оскільки основним успіхом цього рекорду були виїзні матчі, які відігрались з статистикою 32 перемоги до 9 поразок. Після регулярного чемпіонату, «Маямі Хіт» вийшли у фінал Конференції здолавши на своєму шляху Орландо Меджік та Нью-Йорк Нікс. В фіналі їх чекав Майкл Джордан, Скотті Піппен та Денис Родман які на період 90их, домінували на паркеті у всіх аспектах захисту та атаки, тому не офіційно визнавались найпотужнішим «ТРІО» в історії НБА. В фіналі гравці команди «Хіт» зазнали поразки проти «Чикаго Булз». Пізніше в команді почався спад та період посередньої гри, та два роки без плей-офф спонукали Пета Райлі до наступної перебудови.
2003-2010: Ера Вейда
2003 рік в історії НБА, називають один з найпотужніших драфт-років, де на драфті були на той час потенційні зірки: ЛеБрон Джеймс, Кріс Бош, Кармело Ентоні, Двейн Вейд, Кріс Кейман. Під п'ятим драфт піком був вибраний атакувальний захисник Двейн Вейд. Покинувши пост тренера і зосередившись на менеджменті команди, Пет Райлі підписав на місце головного тренера Стена Ван Ганді, який з потенційної зірки Вейда, зробив суперзірку баскетболу вже в перші роки, підлаштувавши весь склад команди під нього. В перший рік Вейд вивів команду до плей-оф. Здобувши перемогу над Новим Орлеаном, пройшли до півфіналу плей-оф східної конференції, поступившись Індіані — перший рік кар'єри Двейна на цьому закінчився. Наступного року Райлі через обмін підписав до команди Шакіла О'ніла віддавши в «Лос-Анджелес Лейкерз»: Батлера Керона, Одома Ламара, Гранта Браяна та пік першого раунду драфту НБА наступного року. Також до команди повернувся екс зірковий центровий Алонзо Моурнінг, який виходив з лавки запасних та допомагав Шакілу в грі під щитом. Команда була ідеальна в усіх аспектах гри, тому зайняли перше місце в східній конференції у регулярному чемпіонаті та вийшли до плей-оффу без жодних проблем. Здолавши на своєму шляху «Нью-Джерсі Нетс» та «Вашингтон Візардз» з рахунками 4-0, в фіналі конференції Маямі зустрілись з «Детройт Пістонс». Маямі втратили Вейда в 6 грі через травму, і програли Детройту з по підсумку зустрічей 3-4. Перед стартом наступного сезону Райлі підписав до команди Пейтона Гері, та після невдалого старту сезону звільнив Ван Ганді, і сам повернувся до обов'язків тренера. Під його керівництвом команда вийшла до плей-офу, дійшовши до фіналу конференції, помстившись за торішню поразку Детройтові 4-2, вийшли в перший за існування організації фінал НБА. В фіналі зустрівшись з «Даллас Маверікс», здобули перемогу по матчам 4-2, та свій перший титул НБА. Вейд був названий найціннішим гравцем, отримавши «трофей Біла Рассела». Після чемпіонства НБА, Маямі терпить чотири невдалих сезони, які супроводжуються травмами Вейда, програшами у плей-офі першого раунду і провальним регулярним чемпіонатом 15-67. В цей період Райлі покинув пост тренера, назначивши на цю посаду Еріка Споулстру, який довгий час працював на організацію.
2010-2014: Ера «ВЕЛИКОГО ТРІО»
Після невдалих останніх чотирьох років, Маямі в міжсезонні підписує двох зіркових гравців, які були в топ піках разом з Вейдом у 2003 році, це Джеймс ЛеБрон та Кріс Бош. Леброн на даний момент вважався найкращим гравцем ліги, а Бош одним із найліпших гравців на позиції «великих». З цього часу Маямі була найкращою командою ліги за останні чотири роки. Чотири фінали за чотири роки, з двома чемпіонськими титулами. Такий внесок зробили Джеймс та Бош. Після неочікуваної поразки у фіналі НБА 2013/2014 від «Сан-Антоніо Сперс», Леброн покинув Маямі вернувшись в рідний йому Клівленд, сформувавши нове тріо з Кайрі Ірвінгом та Лавом Кевіном, яких підписали «Кавальєрс». Значний внесок також внесли Чолмерс Маріо, Аллен Рей, Міллер Майк.

## Статистика
В = Виграші, П = Програші, П% = Процент виграних матчів 
| Сезон    | В     | П    | П%   | Плей-офф                                                                                                | Результати                                                                        |
| -------- | ----- | ---- | ---- | --- | --------------------------------------------------------------------------------- |
| 1988-89  | 15    | 67   | .183 | |                                                                                   |
| 1989-90  | 18    | 64   | .220 | |                                                                                   |
| 1990-91  | 24    | 58   | .293 | |                                                                                   |
| 1991-92  | 38    | 44   | .463 | Програли в першому раунді                                                                               | Чикаго 3, Маямі 0                                                                 |
| 1992-93  | 36    | 46   | .439 | |                                                                                   |
| 1993-94  | 42    | 40   | .512 | Програли в першому раунді                                                                               | Атланта 3, Маямі 2                                                                |
| 1994-95  | 32    | 50   | .390 | |                                                                                   |
| 1995-96  | 42    | 40   | .512 | Програли в першому раунді                                                                               | Чикаго 3, Маямі 0                                                                 |
| 1996-97  | 61    | 21   | .744 | Виграли в першому раунді Виграли в півфіналі конференції Програли в фіналі конференції                  | Маямі 3, Орландо 2 Маямі 4, Нью-Йорк 3 Чикаго 4, Маямі 1                          |
| 1997-98  | 55    | 27   | .671 | Програли в першому раунді                                                                               | Нью-Йорк 3, Маямі 2                                                               |
| 1998-99  | 33    | 17   | .660 | Програли в першому раунді                                                                               | Нью-Йорк 3, Маямі 2                                                               |
| 1999-00  | 52    | 30   | .634 | Виграли в першому раунді Програли в півфіналі конференції                                               | Маямі 3, Детройт 0 Нью-Йорк 4, Маямі 3                                            |
| 2000-01  | 50    | 32   | .610 | Програли в першому раунді                                                                               | Шарлот 3, Маямі 0                                                                 |
| 2001-02  | 36    | 46   | .439 | |                                                                                   |
| 2002-03  | 25    | 57   | .305 | |                                                                                   |
| 2003-04  | 42    | 40   | .512 | Виграли в першому раунді Програли в півфіналі конференції                                               | Маямі 4, Нью-Орлеан 3 Індіана 4, Маямі 2                                          |
| 2004-05  | 59    | 23   | .720 | Виграли в першому раунді Виграли в півфіналі конференції Програли в фіналі конференції                  | Маямі 4, Нью-Джерсі 0 Маямі 4, Вашингтон 0 Детройт 4, Маямі 3                     |
| 2005-06  | 52    | 30   | .634 | Виграли в першому раунді Виграли в півфіналі конференції Виграли в фіналі конференції Виграли в фіналі  | Маямі 4, Чикаго 2 Маямі 4, Нью-Джерсі 1 Маямі 4, Детройт 2 Маямі 4, Даллас 2      |
| 2006-07  | 44    | 38   | .537 | Програли в першому раунді                                                                               | Чикаго 4, Маямі 0                                                                 |
| 2007-08  | 15    | 67   | .183 | |                                                                                   |
| 2008-09  | 43    | 39   | .524 | Програли в першому раунді                                                                               | Атланта 4, Маямі 3                                                                |
| 2009-10  | 47    | 35   | .573 | Програли в першому раунді                                                                               | Бостон 4, Маямі 1                                                                 |
| 2010-11  | 58    | 24   | .707 | Виграли в першому раунді Виграли в півфіналі конференції Виграли в фіналі конференції Програли в фіналі | Маямі 4, Філадельфія 1 Маямі 4, Бостон 1 Маямі 4, Чикаго 1 Даллас 4, Маямі 2      |
| 2011-12  | 46    | 20   | .697 | Виграли в першому раунді Виграли в півфіналі конференції Виграли в фіналі конференції Виграли в фіналі  | Маямі 4, Нью-Йорк 1 Маямі 4, Індіана 2 Маямі 4, Бостон 3 Маямі 4, Оклахома-Сіті 1 |
| 2012-13  | 67    | 16   | .807 | Виграли в першому раунді Виграли в півфіналі конференції Виграли в фіналі конференції Виграли в фіналі  | Маямі 4, Мілвокі 0 Маямі 4, Чикаго 1 Маямі 4, Індіана 3 Маямі 4, Сан-Антоніо 3    |
| 2013-14  | 54    | 28   | .659 | Виграли в першому раунді Виграли в півфіналі конференції Виграли в фіналі конференції Програли в фіналі | Маямі 4, Шарлот 0 Маямі 4, Бруклін 1 Маямі 4, Індіана 2 Сан-Антоніо 4, Маямі 1    |
| 2014-15  | 37    | 45   | .451 | |                                                                                   |
| 2015-16  | 48    | 34   | .585 | | Маямі — Шарлот                                                                    |
| Сума     | 1,134 | 1078 | .513 | |                                                                                   |
| Плей-офф | 114   | 89   | .561 | 3 чемпіонства                                                                                           |                                                                                   |